# Bor grad Info
Bor grad info je najstariji onlline magazin i info distributer aktuelnosti iz Bora i regiona na društvenim mrežama koji za cilj ima promociju Bora i okoline.
Osnovni cilj nastanka medija kao prvog, je širenje informacija, vesti i turističkih potencijala Bora, ali i cele istočne Srbije. Magazin je nastao maja 2005. godine kao inicijativa da Bor ponovo dobije izgubljeni status grada. Na portal magazina moguće je pročitati sve najnovije vesti iz grada i okoline - magazin koji ne poznaje podele i razlike bilo kakve vrste.
Redakcija poseduje veliku arhivu fotografija Bora, uređivanja lokaliteta grada i okoline, kao i dosta video zapisa. Magazin je za potrebe Opštine Bor 2009. godine, napravio film kojim se prezentuje sama opština. Od 2009. godine, Bor grad Info, uz blagoslov Eparhije timočke i Episkopa Ilariona, beleži sva bitna dešavanje Ckvene opštine Borske za potrebe Eparhije (video snimci i foto galerije).

## Spoljašnje veze
- Intrnet adresa